# Posvetitev cerkve
Posvetitev cerkve ali cerkvena posvetitev (kanonsko pravo: latinsko dedicatio - 'posvetitev, inavguracija', tudi zastarelo: consecratio - 'posvetitev'; grško καθιέρωσις kathiérōsis, nemško Erneuerungsfest - 'posvetitev, inavguracija' ali ἐíνια - festival) je dejanje praznične posvetitve cerkve, s katero se cerkvena notranjost preda župniji v liturgično rabo; pri posvetitvi stolnice se popularno uporablja tudi izraz stolna posvetitev. 
Cerkvena posvetitev se zgodi, ko se novozgrajena cerkev prvič uporablja kot bogoslužni prostor ali tudi po prenovi.
Za katoliško cerkev je obred posvetitve opisan v Caeremoniale Episcoporum, poglavja IX-X, in v obrednih mašah rimskega misala za posvetitev cerkve in oltarja. V angleški cerkvi se lahko posvečena cerkev zapre za bogoslužje šele po sodnem postopku ("pastoralni načrt").